# Hipposideros papua
Hipposideros papua је сисар из реда слепих мишева и фамилије Hipposideridae.

## Угроженост
Ова врста није угрожена, и наведена је као последња брига јер има широко распрострањење.

## Распрострањење
Врста је присутна у Индонезији и Папуи Новој Гвинеји.

## Станиште
Станиште врсте су шуме. 
Врста је присутна на подручју острва Нова Гвинеја.